# Chris Smalls
Christian Smalls né le 4 juillet 1988, est un ouvrier américain connu pour son rôle actif dans la création du syndicat Amazon Labor Union de l'entrepôt JKF8 dans Staten Island, premier syndicat professionnel indépendant d'Amazon USA,.

## Début de carrière
Smalls, né dans le New Jersey, commence une carrière de chanteur de rap et partage même une scène avec le chanteur Meek Mill. À la naissance de son fils en 2012, il s'engage dans une activité salariée dans plusieurs magasins puis devient magasinier chez Amazon en 2015.

## Création du mouvement militant contre Amazon
Le 11 mars 2020, il est cas contact au COVID-19, mais ne l'apprend qu'après la période d'incubation, le 28 mars, n'ayant à aucun moment reçu de consigne de protection ou d'isolement. Il organise alors une journée de débrayage dans l'entrepôt le 30 mars afin de protester contre la gestion de la crise COVID-19 par son employeur. À la suite de cette action, il est licencié, le directeur juridique d’Amazon faisant de lui sciemment un bouc émissaire. Dans une note interne diffusée par mégarde à plus d'un millier de personnes, qualifie C. Smalls de « ni intelligent, ni éloquent » conseille de faire de lui le « visage » du mouvement afin de mieux le saper.
Chris Smalls et son ami Derrick Palmer s'engagent dans la création d'un mouvement militant nommé The Congress of Essential Workers, que Smalls souhaite structuré et pérenne. La transformation de ce mouvement en syndicat prend environ un an. Pendant cette période, le mouvement contribue à l'organisation de grèves d'une journée dans d'autres grandes entreprises aux salariés essentiels comme Walmart et Target Corporation en Californie, à New York et dans le New Jersey.
En février 2021, Amazon perd son procès contre New-York, représenté par le Procureur général de l'État de New York Letitia James, concernant sa gestion de la crise du covid-19,, permettant entre autres à Chris Smalls d'être indemnisé et réintégré s'il le souhaite dans les rangs d'Amazon,.

## Transformation du mouvement en syndicat
Le syndicat Amazon Labor Union (ALU) est fondé le 20 avril 2021, grâce notamment à une campagne participative de levée de fonds de 120 000 dollars, à mettre en relation avec les 4,3 millions de dollars dépensés par Amazon durant l'année 2021, uniquement pour consulter des spécialistes de la lutte antisyndicale à travers le pays. Leur objectif premier est de représenter les 5 000 salariés du centre de tri JFK8 en étant reconnus officiellement par le National Labor Relations Board (NLRB).
Amazon mène une campagne d'intimidation des syndiqués sur les réseaux sociaux, fait une campagne active contre la tenue d'une élection des syndicats, puis en faveur du non, mais les salariés de l'entrepôt JFK8 votent en faveur d'ALU le 1er avril 2022, faisant de Chris Smalls le président du syndicat.
À cette occasion, il est reçu par le président Biden à la maison blanche, marquant les esprits par son choix de conserver sa tenue vestimentaire habituelle inspirée de la culture hip-hop.